# Bothrioneuron veejdovskyanum
Bothrioneuron veejdovskyanum är en ringmaskart som beskrevs av Stolc 1888. Bothrioneuron veejdovskyanum ingår i släktet Bothrioneuron och familjen glattmaskar. Inga underarter finns listade i Catalogue of Life.